# Катастрофа Ту-104 под Читой
Катастрофа Ту-104 под Читой — крупная авиационная катастрофа, произошедшая в пятницу 18 мая 1973 года. Авиалайнер Ту-104А авиакомпании «Аэрофлот» выполнял внутренний рейс SU-109 по маршруту Москва—Челябинск—Новосибирск—Иркутск—Чита, но при заходе на посадку в Чите на его борту взорвалось самодельное взрывное устройство, и он рухнул на землю в 97 км от аэропорта Читы. Погибли все находившиеся на его борту 81 человек — 72 пассажира и 9 членов экипажа.
По числу жертв катастрофа рейса 109 является крупнейшим терактом в истории СССР.

## Самолёт
Ту-104А (регистрационный номер СССР-42379, заводской 8350403, серийный 04-03) был выпущен ХГАПП 26 апреля (по другим данным — 30 апреля) 1958 года. Салон имел пассажировместимость 70 мест, впоследствии был уплотнён до 85 мест. Изначально поступил в Московское территориальное управление гражданского воздушного флота (МТУ ГВФ), где с 17 мая 1958 года эксплуатировался во Внуковском, а с 16 марта 1966 года — в Домодедовском отдельном авиаотряде. С 24 апреля 1972 года эксплуатировался в Иркутском отдельном авиаотряде Восточно-Сибирского управления ГВФ авиакомпании «Аэрофлот». На день катастрофы совершил 8841 цикл «взлёт-посадка» и налетал 19 329 часов.

## Экипаж
После двух промежуточных посадок (Челябинск и Новосибирск) в Иркутске произошла смена экипажа. Новый состав экипажа рейса SU-109 был таким:
- командир воздушного судна (КВС) — Николай Андреевич Ободянский;
- второй пилот — Юрий Владимирович Пономарёв;
- штурман — Владислав Сергеевич Барышников;
- бортмеханик — Георгий Георгиевич Кузенков;
- бортрадист — Николай Андреевич Ефимцев.

В салоне самолёта работали три бортпроводника:
- Татьяна Михайловна Евстигнеева,
- Ольга Васильевна Корицко,
- Геннадий Анатольевич Грачёв.

Также в составе экипажа был сопровождающий милиционер — младший лейтенант Владимир Михайлович Ёжиков.

## Катастрофа
Ту-104А борт СССР-42379 выполнял рейс SU-109 из Москвы в Читу с промежуточными посадками в Челябинске, Новосибирске и Иркутске; из Москвы самолёт вылетел 17 мая в 18:12 MSK.
18 мая в 03:02 MSK рейс 109 вылетел из Иркутска и в 03:15 занял эшелон 9 000 м. На его борту находились 9 членов экипажа и 72 пассажира (68 взрослых и 4 ребёнка).
В 03:22 рейс 109 вошёл в зону РДП Читы и в 03:32 доложил о выходе на расчётную точку снижения. В ответ авиадиспетчер разрешил пилотам снижение до 3900 м. В 03:36 бортовая радиостанция передала сигнал ССО (система сигнализации опасности), после чего экипаж связался с диспетчером и тот указал их положение — 135 км по трассе. В ответ КВС доложил, что из салона поступило требование изменить курс; диспетчер подтвердил получение сообщения. В 03:36:30 экипаж доложил о прекращении снижения и о занятии высоты 6500 м. В 03:36:45 диспетчер запросил у экипажа высоту, на что тот доложил, что высота 6600 м и не меняется.
В 03:38 MSK с борта рейса 109 вновь поступил сигнал опасности в виде кодовой передачи, на 9-й секунде передача прекратилась. Диспетчер указал местоположение относительно аэропорта (100 км, азимут 270°) и спросил у экипажа высоту полёта. Но ответа не последовало, а отметка рейса SU-109 на радаре почти сразу превратилась в небольшое «облако» и затем исчезла.
В 10:55 по местному времени вертолёт Ми-8 обнаружил обломки рейса 109 в 97 км западнее Читинского аэропорта Кадала разбросанными строго по трассе на протяжении 10 км. Все 81 человек на борту самолёта погибли.

## Расследование
По свидетельствам пяти очевидцев, в воздухе раздался взрыв, после чего на землю в период до 09:45 стали падать части самолёта и люди. В пользу взрыва свидетельствовало и появившееся на экране диспетчерского радара «облако», которое характерно, когда на полигонах поражают воздушные цели.
По данным комиссии, самолёт разрушился в воздухе на несколько крупных частей: среднюю часть крыла, носовую часть (до 15 шпангоута), хвостовую часть (до 65 шпангоута) и нижнюю часть фюзеляжа с двигателями и мотогондолами (среднюю часть фюзеляжа разорвало на множество мелких обломков). Такое разрушение могло произойти при резком повышении давления в салоне, приведшем к разрушению силовой конструкции в зоне очага высокого давления с последующим разрушением самолёта от взрывной декомпрессии.
В результате различных экспертиз и расследований было выявлено, что на борту лайнера взорвалось самодельное взрывное устройство (СВУ), которое на борт самолёта пронёс 32-летний пассажир (азербайджанец, житель Кировабада) Чингис Юнус-оглы Рзаев, севший в Иркутске.
За несколько минут до посадки в Чите Рзаев, показав стюардессе СВУ, потребовал изменить курс самолёта и лететь в Китай. При попытке обезвредить Рзаева, бежавшего с СВУ к кабине пилотов, милиционер Ёжиков выстрелил ему в спину; пуля попала в области 8-го межреберья слева и проникла в сердце. Но умирающий Рзаев успел активировать СВУ, эквивалентное по мощности 5,5-6 кг тротила, что привело к взрыву и разрушению конструкции самолёта. С момента первого вызова авиадиспетчера до взрыва бомбы прошло 2 минуты 25 секунд.

### Вывод и заключение
Вывод: разрушение самолёта произошло в полёте на высоте около 6500 метров в результате взрыва в герметичной части фюзеляжа, приведшее к разрушению силовых элементов конструкции в зоне очага повышенного давления с последующим разрушением герметичной части фюзеляжа от резкой декомпрессии.

— 

Заключение: причиной катастрофы с самолётом, в результате которой он разрушился в воздухе, а пассажиры и экипаж погибли, является подрыв взрывного устройства преступником, который пытался принудить экипаж изменить курс самолёта.— 